# Parmulariopsella burseracearum
Parmulariopsella burseracearum är en svampart som beskrevs av Sivan. 1970. Parmulariopsella burseracearum ingår i släktet Parmulariopsella och familjen Parmulariaceae.   Inga underarter finns listade i Catalogue of Life.